# Сердедо
Сердедо (гал. Cerdedo, ісп. Cerdedo) — муніципалітет в Іспанії, у складі автономної спільноти Галісія, у провінції Понтеведра. Населення — 2290 осіб (2009).
Муніципалітет розташований на відстані близько 460 км на північний захід від Мадрида, 23 км на північний схід від Понтеведри.
Муніципалітет складається з наступних паррокій: Кастро, Сердедо, Фігейроа, Фольгосо, Парада, Педре, Кіреса, Томонде.

## Демографія
Динаміка населення (INE ):

## Галерея зображень

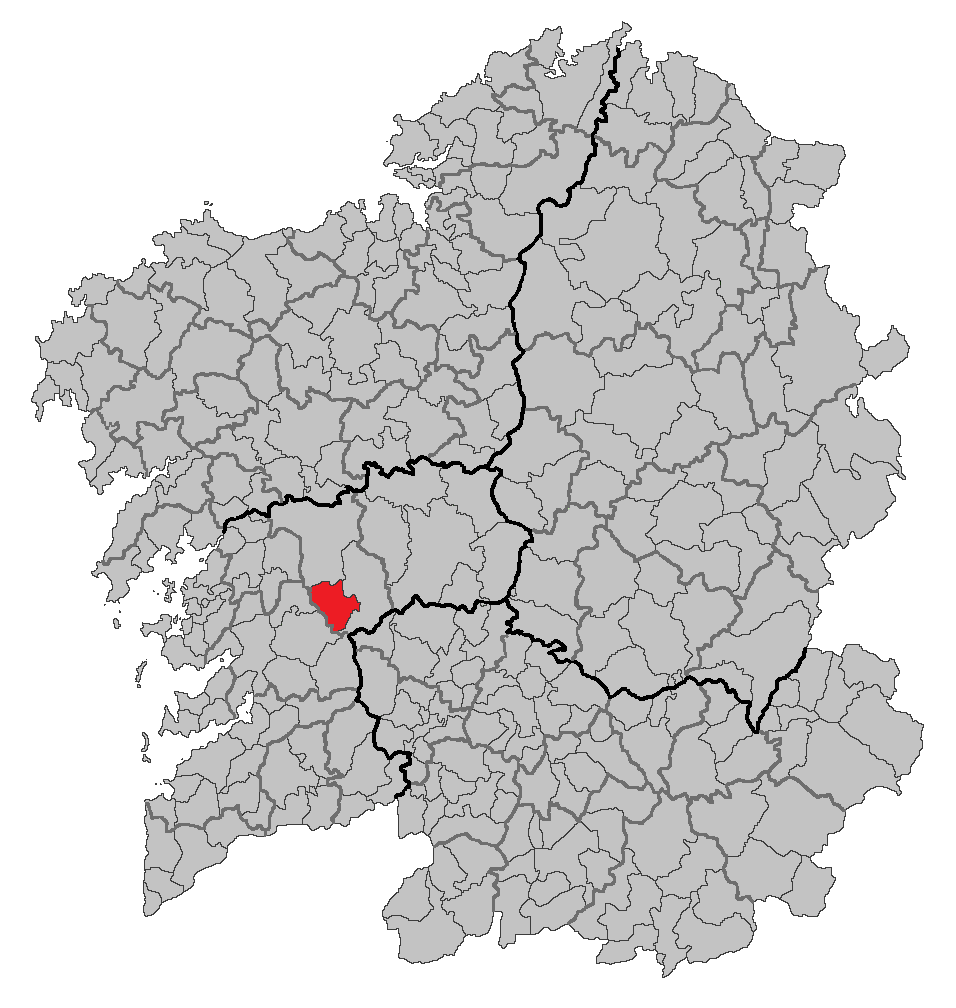
Розташування муніципалітету